# Leżenica
Leżenica (deutsch Riege) ist ein Dorf in der Landgemeinde (Gmina) Szydłowo (Groß Wittenberg) im Powiat Pilski (Schneidemühler Kreis) der polnischen Woiwodschaft Großpolen.

## Geographische Lage
Das Dorf liegt im Netzedistrikt des ehemaligen Westpreußen, etwa 18 Kilometer südsüdöstlich von Wałcz (Deutsch Krone), 15 Kilometer westlich von Schneidemühl und sechs Kilometer westsüdwestlich von Szydłowo (Groß Wittenberg).

## Geschichte
Ältere Ortsbezeichnungen sind Leżenice (1620) und Faulrich (1641), neupolnisch Ryga. Leżenice war der Stammsitz der adligen preußischen Großgrundbesitzer-Familie Gostómski. Der erste Schulze, der Busse hieß, erhielt ein Privilegium im Jahr 1624. 1682 wird eine Bussenmühle erwähnt.
Die Gemeinde Riege hatte um 1930 zwei Wohnplätze:
- Arnsmühl (Gut)
- Riege

Im Jahr 1945 gehörte Riege zum Landkreis Deutsch Krone im Regierungsbezirk Grenzmark Posen-Westpreußen der preußischen Provinz Pommern des Deutschen Reichs. Riege war dem Amtsbezirk Rose zugeordnet.
Im Februar 1945 wurde Riege von der Roten Armee besetzt. Nach Beendigung der Kampfhandlungen wurde die Region seitens der sowjetischen Besatzungsmacht zusammen mit ganz Hinterpommern und der südlichen Hälfte Ostpreußens – militärische Sperrgebiete ausgenommen – der Volksrepublik Polen zur Verwaltung überlassen. Es wanderten nun Polen zu. Riege wurde unter der polnischen Ortsbezeichnung „Leżenica“ verwaltet. Die einheimische Bevölkerung wurde von der polnischen Administration aus Riege vertrieben.

### Demographie
| Jahr | Einwohner | Anmerkungen |
| ---- | --------- | --- |
| 1783 | –         | königliches Dorf nebst einer katholischen Kirche, im Netzedistrikt, Kreis Krone, 33 Feuerstellen (Haushaltungen); im königlichen Freigut Ahrensmühle zwei Feuerstellen.                                                                        |
| 1818 | 184       | 150 im königlichen Dorf Riege; 34 im königlichen Dorf Arensmühle |
| 1910 | 427       | am 1. Dezember, 345 im Dorf Riege (davon 53 Evangelische und 292 Katholiken; zehn Personen mit polnischer Muttersprache), und 82 im Gutsbezirk Arnsmühl (darunter 39 Evangelische, 42 Katholiken; drei Einwohner mit polnischer Muttersprache) |
| 1925 | 484       | darunter 114 Evangelische und 370 Katholiken |
| 1933 | 393       | [ 7 ] |
| 1939 | 354       | [ 7 ] |

## Kirche
Vor 1945 gehörten die Protestanten des Dorfs zur Pfarrei Groß Wittenberg.
Der katholischen Gemeinde Riege gehörte die Dorfkirche.